# Amelsdorf
Amelsdorf ist eine Ortschaft und Katastralgemeinde der Marktgemeinde Burgschleinitz-Kühnring im Bezirk Horn. Sie liegt auf dem nördlichen Bergrücken des Manhartsberges, am Ostrand des Waldviertels in Niederösterreich. Bis 31. Dezember 1966 war Amelsdorf eine selbständige Gemeinde.
Amelsdorf hat 50 Einwohner (Stand 1. Jänner 2024).

## Geographie
Amelsdorf liegt an der Kreuzung der Horner Straße B4 mit der Landesstraße L1235. Im Gebiet der Ortschaft entspringt der Amelsdorferbach, der nach 1½ km in den Schleinzbach mündet, einem Zufluss der Schmida.

## Geschichte
Die erstmalige Erwähnung von Amelsdorf erfolgte 1250 als Amlungensdorf im Zusammenhang mit Otto von Sleuvnz, der Güter von Passau zu Lehen hatte. Daher dürfte Amelsdorf zu Passau gehört haben. 1285 hat Chunigunde von Sleuvnz das Eigentumsrecht an Ulrich von Hochstetten übergeben.
Die nächste Erwähnung ist aus dem Jahre 1353 anlässlich der Übergabe an die Pfarre Gars, und zum gleichen Zeitpunkt wird Wisent erstmals erwähnt.
Die Ortschaft Amelsdorf wurde 1927 an das Stromnetz angeschlossen. Ob zur gleichen Zeit oder etwas später der Gutshof Wisent außerhalb des Ortes elektrifiziert wurde, ist nicht feststellbar. Der Schulort Sachsendorf zuständig für die Orte Amelsdorf, Buttendorf, Sachsendorf und Reikersdorf bekam den Stromanschluss im Jahr 1930. Laut Adressbuch von Österreich waren im Jahr 1938 in Amelsdorf ein Gastwirt, ein Schmied, ein Schneider und mehrere Landwirte ansässig.
Mit 1. Jänner 1967 wurden im Zuge der Niederösterreichischen Kommunalstrukturverbesserung die bis dahin selbständigen Gemeinden Burgschleinitz, Amelsdorf, Buttendorf, Kühnring, Matzelsdorf, Sachsendorf, Sonndorf und Zogelsdorf zu Burgschleinitz-Kühnring fusioniert.
Die Amelsdorfer Kinder mussten bis zu deren Schließung 1972 die einklassige achtjährige Volksschule in Sachsendorf besuchen.

## Politik
Bürgermeister der ehemaligen Gemeinde Amelsdorf waren:
| 05. Jän. 1930 – 00. Xxx. 1938 | Anton Boigenfürst, ÖVP (geb. 1878) |
| 20. Feb. 1947 – 24. Apr. 1965 | Franz Steininger, ÖVP (geb. 1893)  |
| 06. Mai. 1965 – 31. Dez. 1966 | Anton Boigenfürst, ÖVP (geb. 1907) |

## Ortskapelle

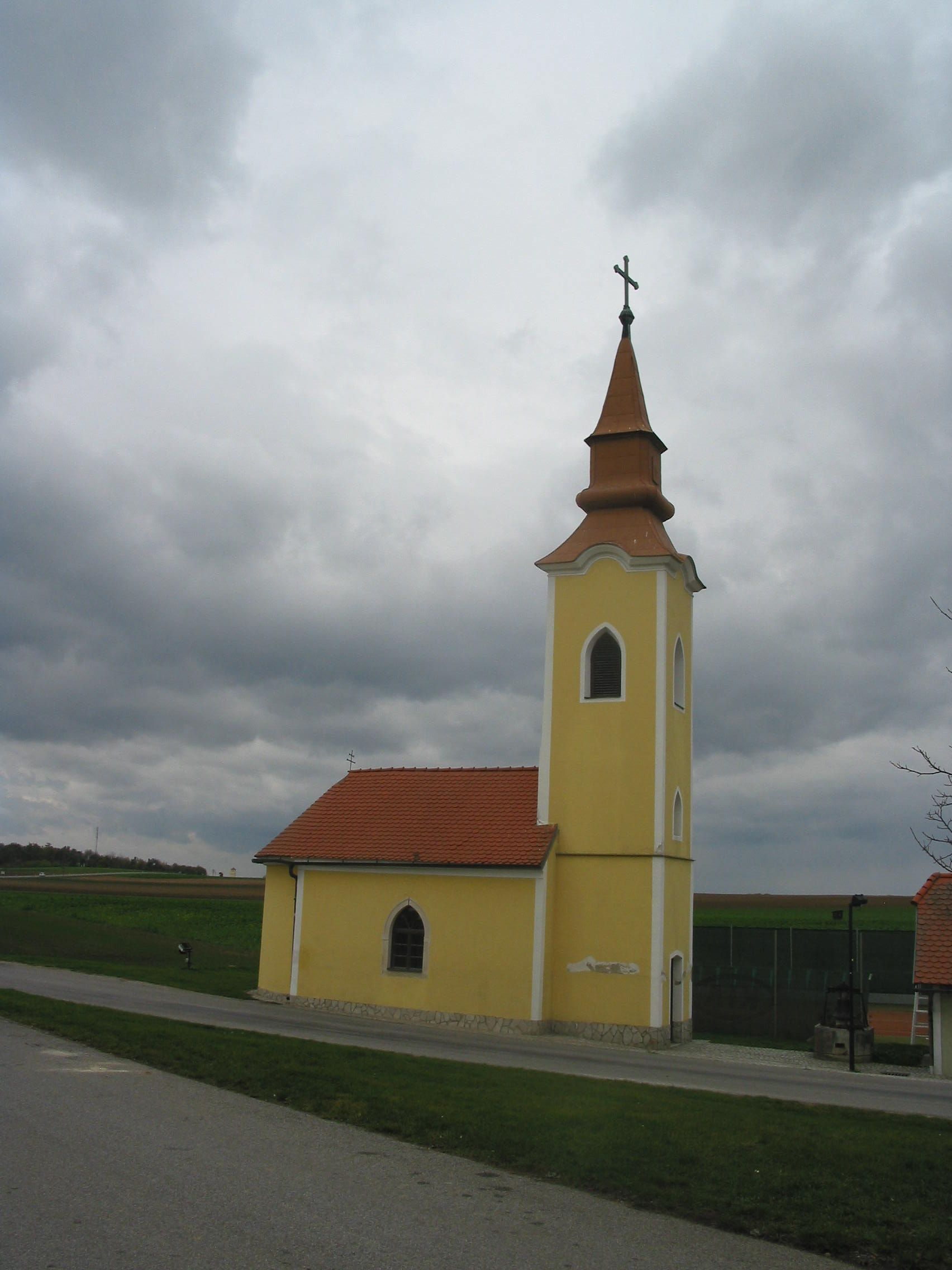
Ortskapelle von Amelsdorf

Die Ortskapelle wurde 1879 erbaut. Ob es vorher schon einen Glockenturm oder eine Kapelle gab oder nur die Kapelle in Wisent, ist nicht nachvollziehbar. Als Stifter wird Herr Lorenz Schlosser angeführt. Mitte 1936 erhielt die Kapelle ein neues Kreuz und in dieses neue Kreuz wurde eine Kupferrolle aus dem vorherigen Kreuz übernommen, die vermutlich alte Schriften enthält und die einige Hinweise betreffend der Kapelle enthalten könnte. Die Kapelle ist den heiligen Peter und Paul geweiht. Am Altar befinden sich zwei große Statuen, die aus dem Gutshof Wisent stammen sollen und die die hll. Franziskus und Urban darstellen. Die Kapelle steht unter Denkmalschutz (Listeneintrag).
Ursprünglich hatte die Kapelle nur eine Zinnglocke. Sie datierte aus dem Jahre 1744 und war in Krems von Ferdinand Vötterlechner gegossen worden. Zu Beginn des Zweiten Weltkrieges wurde die Glocke eingezogen und sollte eingeschmolzen werden. Zwei beherzte Frauen (die Geschwister Leopoldine Boigenfürst und Anna Nöbauer) sammelten Eisenscheine und bewerkstelligten dadurch den Ankauf einer Gussstahlglocke.

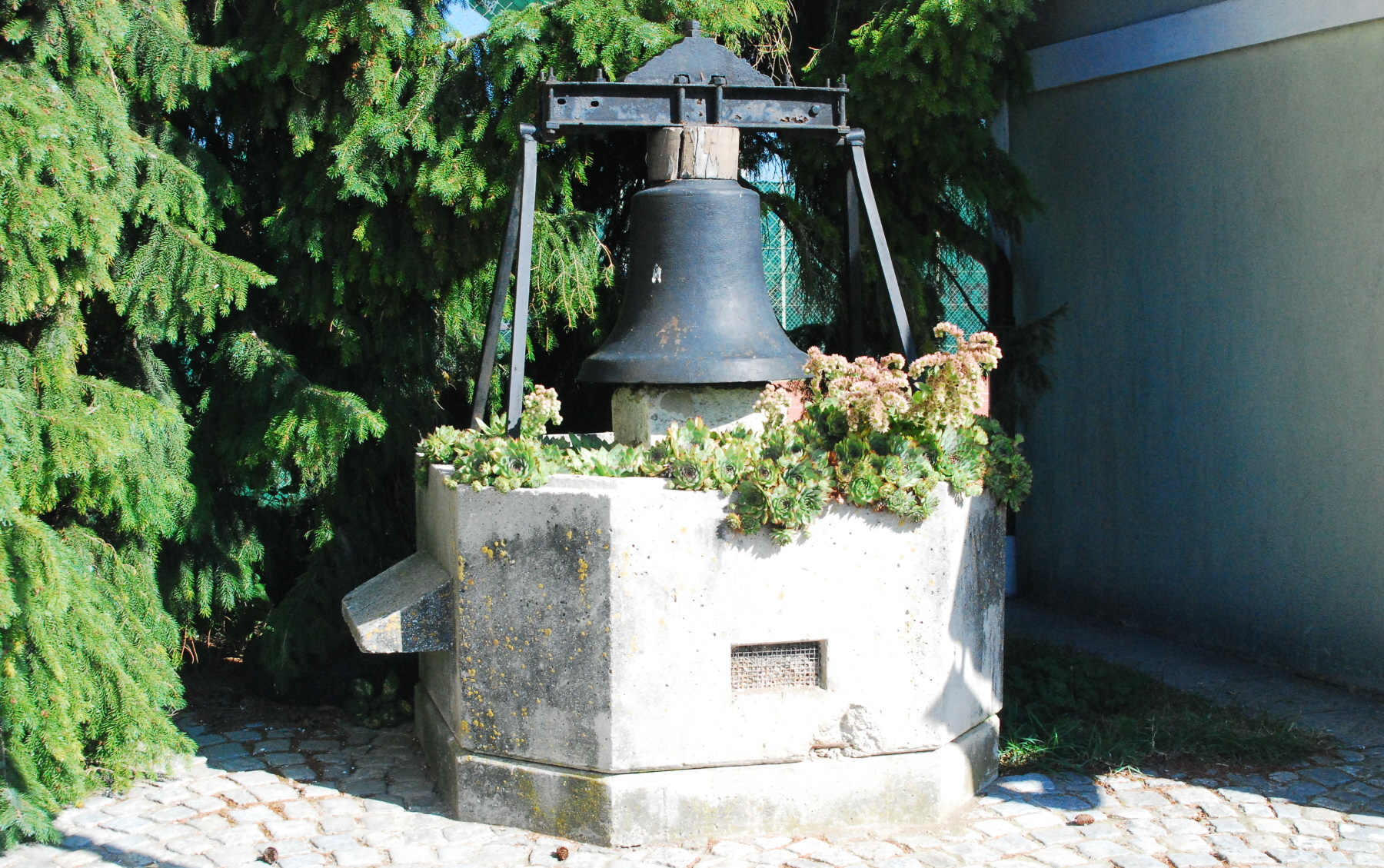
Alte Gussglocke

Nach 1945 hat sich der Pfarrer Ebner aus Burgschleinitz auf die Suche nach den eingezogenen Glocken aus der Pfarre gemacht. Er fand die Glocke von Amelsdorf in Wien, sie wurde am 18. Juli 1948 wieder geweiht und in den Turm aufgezogen, sodass nun zwei Glocken im Turm waren. Die beiden Glocken wurden von Franz Troje jeweils um 6, 11, 12 und 19 Uhr manuell geläutet, um 11 Uhr wurde die Zinnglocke verwendet. Nach Trojes Tod wurde ein Riss in der Gussglocke festgestellt. 1981 schaffte sich die Ortsbevölkerung unter Bürgermeister Trauner durch Spenden eine neue Glocke samt elektrischem Geläut an, die der Abt von Altenburg Pater Bernhard Naber weihte. Mittlerweile ist es nicht mehr möglich, die Zinnglocke zu läuten, da sich der Glockenstuhl in einem sehr schlechten Zustand befindet.
Bei einem Einbruch sind die aus Holz gefertigten sakralen Gegenstände, zwei der vier Engel, die Dreifaltigkeit und ein Vortragekreuz gestohlen worden. Bis heute sind der Einbruch und der Verbleib der Gegenstände ungeklärt.

## Sehenswürdigkeiten
- Denkmalgeschützte Ortskapelle Hll. Peter und Paul
- Schloss Wisent liegt rund 1 km östlich des Ortskerns. Obwohl Amelsdorf in den letzten 1920er Jahren elektrifiziert wurde, wurde die Dampfmaschine als Antrieb für die Dreschmaschine bis in die Mitte der 1950er Jahre verwendet, weil dies nicht nur im Hof des Gutshofes, sondern auch auf den Feldern möglich war. Heute erfolgt die Getreideernte mit einem selbstfahrenden Mähdrescher eines Lohndreschers.

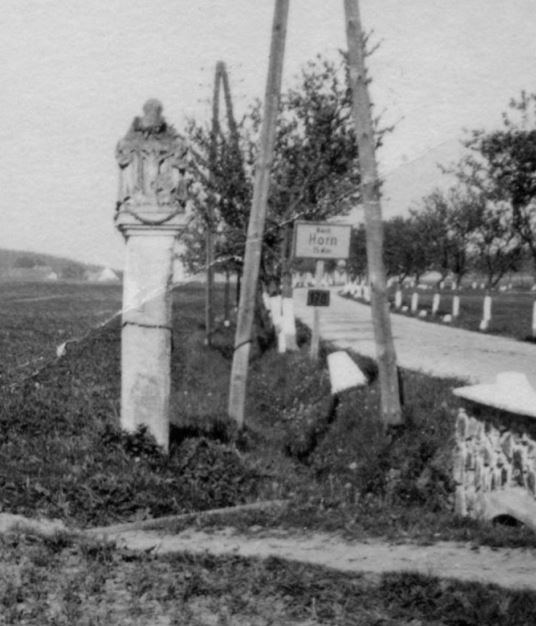
Bildstock (1955)

- Kellermarterl: Das klassizistische Marterl ruht auf einem quadratischen Betonsockel. Der Schaft hat an der Vorderseite eine Mittelkartusche, darauf profilierte Platten mit einer Figurengruppe Gnadenstuhl. Es zeigt Gottvater, der seinen toten Sohn auf seinen Knien hält; zu Füßen des Gekreuzigten der Hl. Geist mit ausgebreiteten Flügeln. Das Denkmal stammt vermutlich aus 1871. Ursprünglich stand das Marterl an der Abzweigung des Kellergassenweges. Beim Bau der Ortsumfahrung erfolge eine Verlegung an die westliche Ortsausfahrt der B4 kurz vor der Ortsende-Tafel Amelsdorf (Lage).

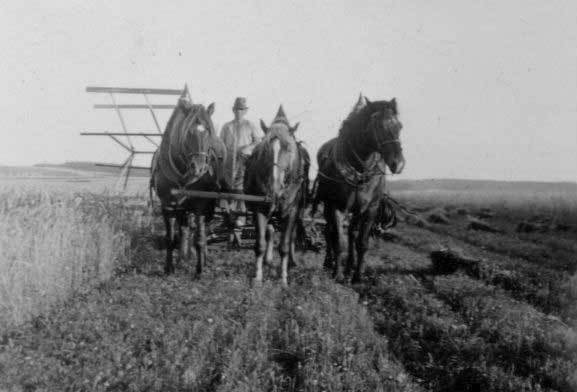
Der Bindemäher, Vorläufer des selbstfahrenden Mähdreschers, war sehr schwer und wurde daher von 3 Pferden gezogen. Sommer 1954.
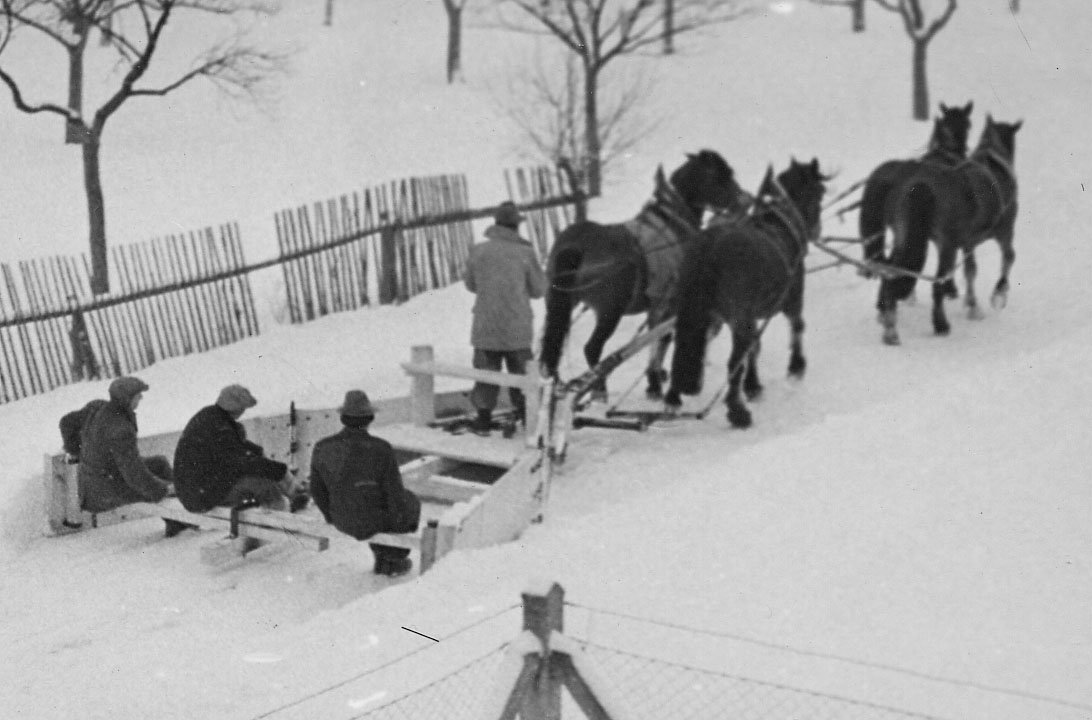
Schneepflug der Gemeinde Gumping bei der Schneeräumung der Straße von Amelsdorf nach Gumping wurde von 4 Pferden der Gemeinde Amelsdorf gezogen
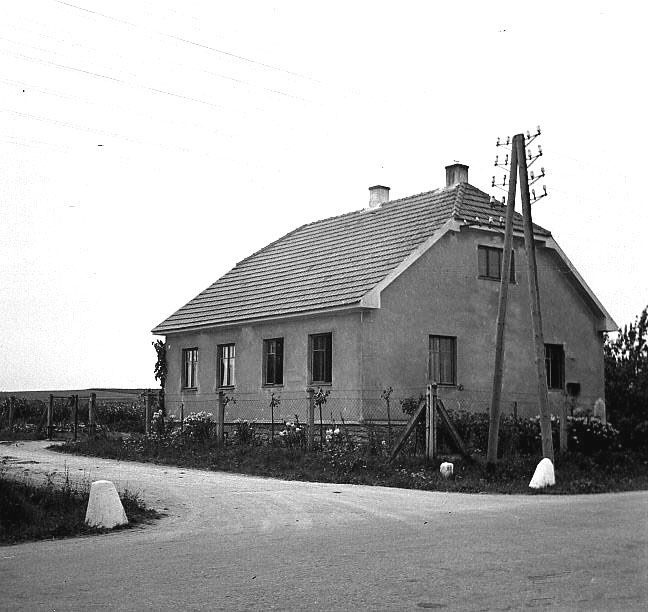
Vor dem Haus Nr. 18 ging die Telefon-Freileitung von Wien in das Waldviertel vorbei. Sommer 1954.